# Glenn Morshower

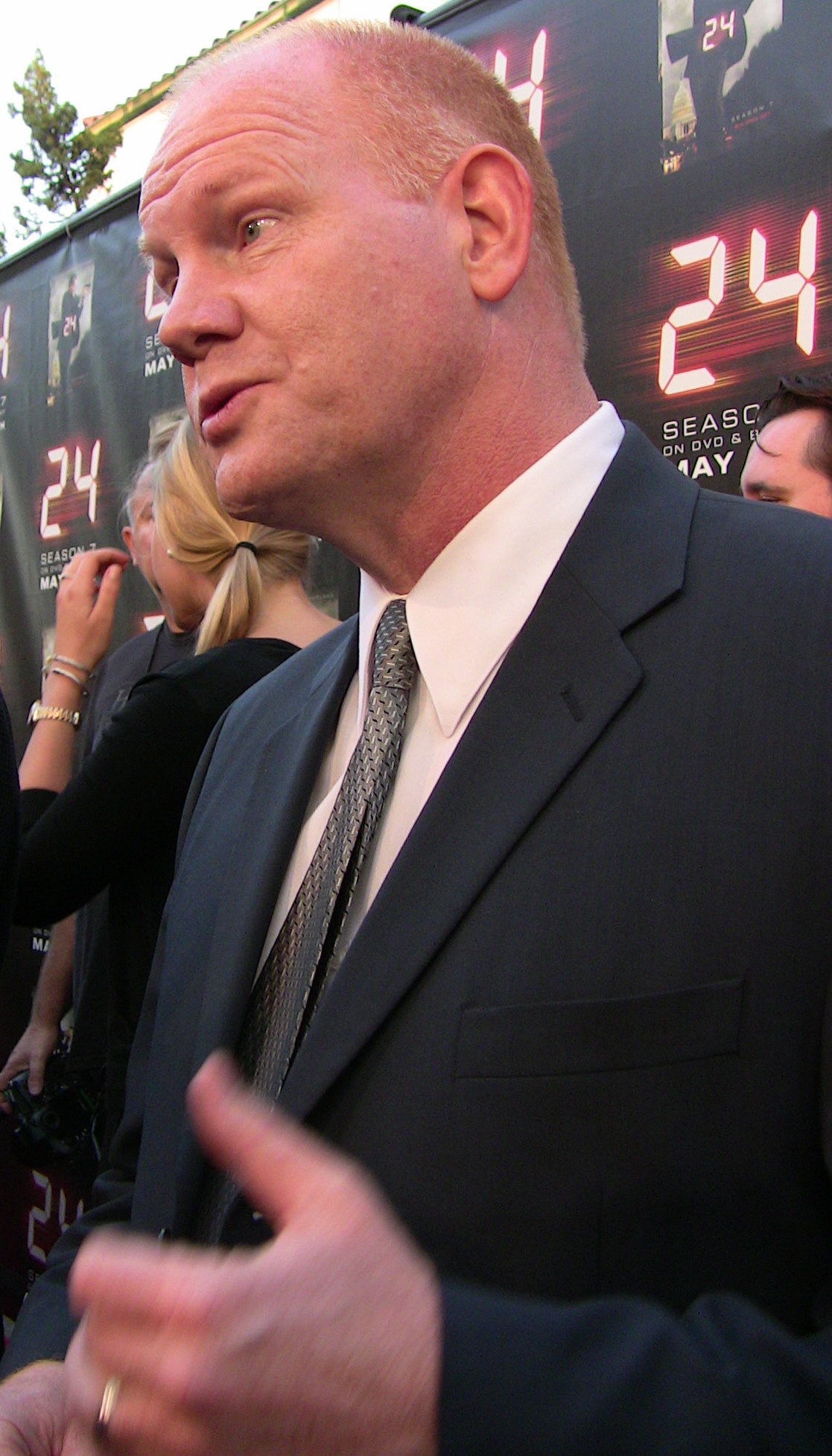
Glenn Morshower

Glenn Morshower (Dallas, 24 de Abril de 1959) é um ator americano.
É mais conhecido pelo seu papel do agente do Serviço Secreto Aaron Pierce na série 24 Horas. Apesar de pouco destaque, Aaron se tornou um dos personagens favoritos pelos fãs da série principalmente por ser um dos únicos a aparecer em todas temporadas. Essa condição fez com que o personagem ganhasse mais espaço em cena na quinta temporada.
Morshower vem atuando desde os dezessete anos, e teve papéis pequenos em grandes produções, particularmente nas produções de Jerry Bruckheimer como personagens militares ou do estilo de agentes do Serviço Secreto (como Aaron).
Também ganhou notoriedade ao interpretar o excêntrico Marshall Winthrop, pai do protagonista Conrad Hawkins na série The Resident
No cinema, ele já teve atuações em Under Siege, Godzilla, Pearl Harbor, Falcão Negro em Perigo, O Núcleo - Missão ao Centro da Terra, Boa Noite e Boa Sorte e A Ilha.
Ele teve participações na televisão em séries como Monk, The Dukes of Hazzard (Os Gatões), Matlock, Quantum Leap, Jornada nas Estrelas: A Nova Geração, Nova Iorque Contra o Crime, Arquivo-X, Millennium, Babylon 5, Star Trek: Voyager, O Rei do Pedaço, Buffy A Caça-Vampiros, JAG, Alias, Star Trek: Enterprise, Crossing Jordan, Deadwood, ER - Plantão Médico, NCIS e Full House (Três É Demais). Além disso, Morshower já teve papéis recorrentes em The West Wing e CSI.Alem de fazer parte da saga de transformers interpretando o General Morshower e o General Shepherd em Call of Duty Modern Warfare 2 de 2022.
Quando não está atuando, ele é um emotivo orador. É casado, tem dois filhos e é amigo próximo do ator Dennis Haysbert, ex-astro de 24 Horas.